# Superfamily
Superfamily (títol original en rus, Су́перБобро́вы; transcrit com a SuperBobróvi) és una pel·lícula de superherois russa produïda per Keistoun Prodakxn i encarregada per Filmi Navsegda amb la participació de Yellow, Black and White. S'ha doblat i subtitulat al català.
La pel·lícula es va estrenar el 17 de març de 2016. Es va emetre a STS el 13 de desembre de 2016.
Els creadors de la comèdia són Aleksandr Trofimov i Vitali Xliappó. En un principi, pensaven realitzar una sèrie, però al final es va decidir fer una pel·lícula.
El rodatge va tenir lloc a Moscou, Novorossisk, Vladímir i Guelendjik.